# Longrita
Longrita là một chi nhện trong họ Trochanteriidae.